# Andreas Reinke
Pour les articles homonymes, voir Reinke.
Andreas Reinke, né le 10 janvier 1969 à Krakow am See (Allemagne), est un footballeur allemand ayant évolué en tant que gardien de but au Werder Brême. Il quitte ce club après 4 années de fidélité, et met fin à sa carrière à la fin de la saison 2006/07.

## Carrière
Après plusieurs passages dans différents clubs allemands (Hambourg, Sankt Pauli, Kaiserslautern), Andreas Reinke part en 2000 vers la Grèce et l'Iraklis Salonique. Après une seule saison passée dans le club grec, il est transféré à Murcie (Espagne).
En 2003, et à la fin de son épisode espagnol, il a été nommé "meilleur gardien d'Espagne de seconde division". 
Reinke a été le seul gardien à avoir remporté le championnat d'Allemagne avec deux clubs différents. 

### Clubs
- 1985-1990 :  SG Dynamo Schwerin
- 1990-1993 :  Hambourg SV
- 1993-1994 :  FC St. Pauli
- 1994-2000 :  FC Kaiserslautern
- 2000-2001 :  Iraklis Salonique
- 2001-2003 :  Real Murcie
- 2003-2007 :  Werder Brême

## Palmarès
- Championnat d'Allemagne
  - 1998 : FC Kaiserslautern
  - 2004 : Werder Brême
- Coupe d'Allemagne
  - 1996 : FC Kaiserslautern
  - 2004 : Werder Brême
- Segunda Division
  - 2003 : Real Murcie